# Dendrotion peradorcus
Dendrotion peradorcus är en kräftdjursart som beskrevs av Cohen 1998. Dendrotion peradorcus ingår i släktet Dendrotion och familjen Dendrotionidae. Inga underarter finns listade i Catalogue of Life.